# Caladenia applanata
Caladenia applanata är en orkidéart som beskrevs av Stephen Donald Hopper och Andrew Phillip Brown. Caladenia applanata ingår i släktet Caladenia och familjen orkidéer.

## Underarter
Arten delas in i följande underarter:
- C. a. applanata
- C. a. erubescens